# Polyhybrid klyvning
Polyhybrid klyvning är när man följer nedärvningen av många gener. Jämfört med dihybrid klyvning där man bara följer två gener och monohybrid klyvning där man följer en gen.